# 88-мм зенитная пушка FlaK 18/36/37
8,8 cm FlaK 18/36/37 (нем. 8,8-cm-Flugabwehrkanone 18/36/37, буквально 8,8-см зенитная пушка образца 18/36/37), также известное как «восемь-восемь» (нем. Acht-acht) — германское 88-миллиметровое зенитное орудие, находившееся на вооружении с 1932 по 1945 годы. Одно из лучших зенитных орудий Второй мировой войны. Также послужило образцом при создании орудий 8,8 cm KwK 36 для танков «Тигр» PzKpfw VI. Эти орудия широко использовались в роли противотанковых и даже полевых орудий. Часто данные орудия называют самыми известными орудиями Второй мировой войны.

## История создания
Согласно Версальскому договору Германии, запрещалось иметь на вооружении и разрабатывать зенитную артиллерию. Но уже в 1920-х годах немецкие инженеры из концерна Круппа снова занялись разработкой подобных пушек. С целью преодоления ограничений Версальского договора все работы по изготовлению образцов велись на шведских заводах Бофорс, с которыми у Круппа были заключены двусторонние соглашения.
К 1928 году были готовы прототипы зенитных пушек калибра 75 мм со стволами длиной 52 — 55 калибров и 88 мм со стволом длиной в 56 калибров. В 1930 году, предвидя развитие высотной бомбардировочной авиации, немецкие генералы и конструкторы решили увеличить калибр предложенной им 75-мм зенитной пушки m/29 совместной разработки Бофорс и Крупп. Унитарный выстрел 105-мм калибра показался слишком тяжёлым для полевых условий — заряжающий не смог бы обеспечить высокий темп стрельбы. Поэтому остановились на промежуточном калибре 88 мм. С 1932 года на заводе Круппа в городе Эссен началось массовое производство пушек. Так появился знаменитый Acht-acht (8-8) — от немецкого Acht-Komma-Acht Zentimeter — 8,8 сантиметра — 88-мм зенитная пушка Flak 18.
Её поставки в зенитные части вермахта, сформированные на базе семи моторизованных зенитных батарей рейхсвера, начались в 1933 году под обозначением «8,8-см зенитная пушка 18». Указание «18» в названии пушки намекало на 1918 год и было сделано с целью дезинформации: с тем чтобы показать, что Германия придерживалась условий Версальского договора, который запрещал разрабатывать зенитные орудия.

## Описание конструкции
Flak 18 имела ствол-моноблок.

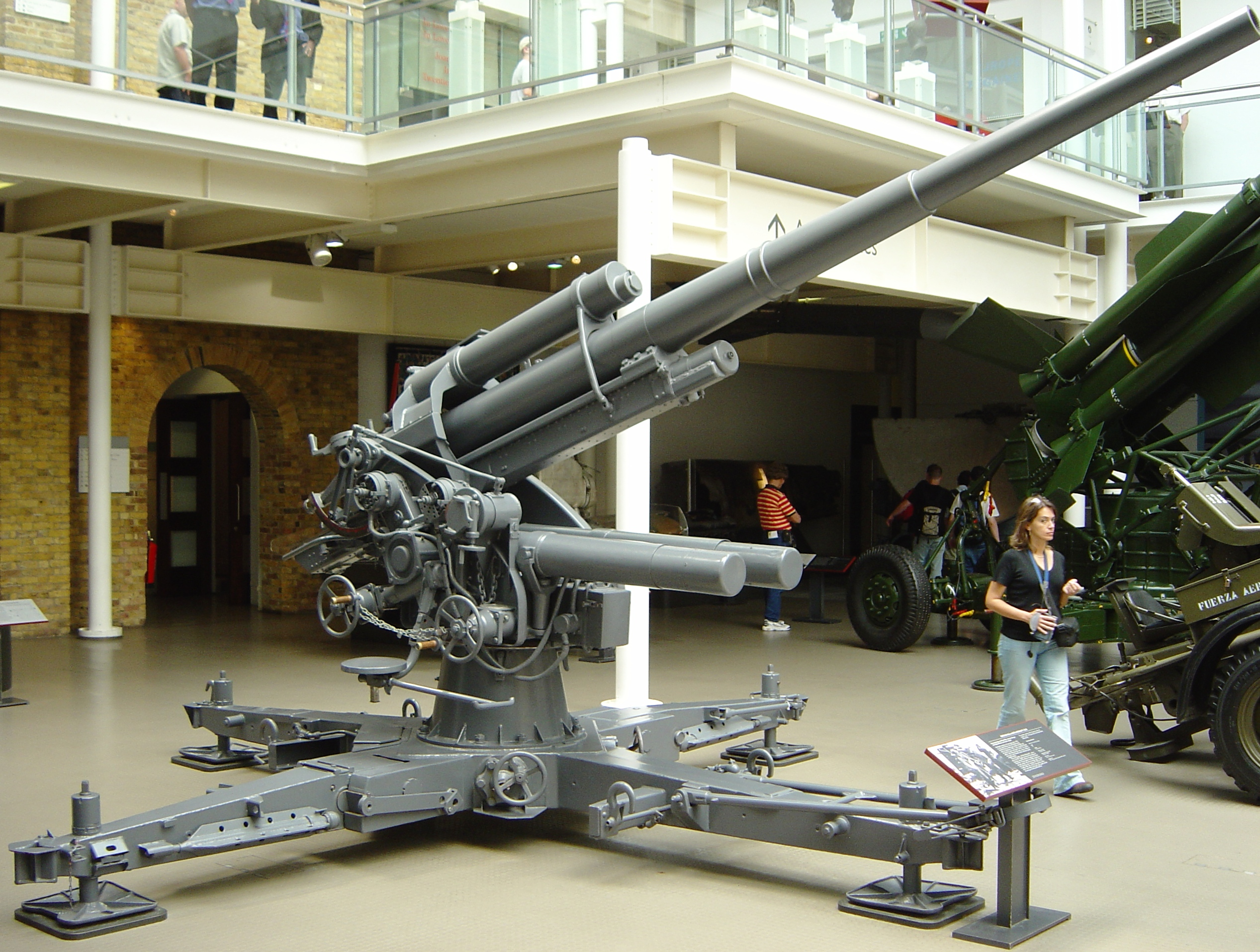
8,8 cm FlaK 36, Имперский военный музей в Лондоне

Ствол пушки Flak 36 состоял из кожуха, свободной трубы и казённика. Такое конструктивное решение определялось тем, что высокие начальные скорости снаряда, достигавшие 800—820 м/с, и значительный вес порохового заряда приводили к быстрому износу («разгару») ствола. Поэтому гораздо дешевле было поменять свободную трубу, чем весь ствол. Для возвращения орудия в исходное положение использовался пневматический накатник над стволом. Под стволом пушки в двух цилиндрах смонтирован пружинный уравновешивающий механизм, облегчающий вертикальную наводку орудия. Основой лафета служила крестовина, у которой боковые станины при переходе в походное положение поднимались вверх, а продольная балка играла роль повозки.
Необходимые для стрельбы по воздушным целям значения установки взрывателя и углов возвышения и поворота определялись прибором управления зенитным огнём и передавались к пушке на ламповый передаточный прибор через 108-жильный кабель. 

### Модификации Flak 36/37
Пушка Flak-36 появилась в 1935 году и отличалась от прототипа упрощённой конструкцией лафета, усовершенствованным стволом и меньшей стоимостью, достигнутой за счёт замены всех латунных деталей стальными. Благодаря тому, что у этой пушки передние и задние станины взаимозаменяемы, для её транспортировки использовались две одинаковые одноосевые тележки. Созданная годом позже следующая модификация — Flak-37 — имела усовершенствованную систему управления огнём. 
Прежде всего, были приняты серьёзные меры по сокращению времени развёртывания пушки из походного в боевое положение. Был разработан новый механизм разгрузки пушки из производных тележек, а также предусмотрена возможность ведения огня по наземным целям непосредственно из походного положения. Для этого на землю опускались только боковые упоры крестообразной подставки, пушка выравнивалась и стабилизировалась с помощью стальных свай, забиваемых в землю сквозь отверстия в упорах. Кроме того, на колясках затягивались и блокировались тормоза. Вторым важным усовершенствованием в конструкции пушки было изготовление ствола из нескольких элементов, что позволяло заменять его изношенные фрагменты прямо в полевых условиях. Но главный недостаток пушки — её высокий силуэт, сравнимый по размерам с танком, устранить не удалось. В 1940 году обе модификации пушки, так же как и Flak 18, были оснащены бронещитком, призванным защитить расчёт пушки от пуль и осколков.

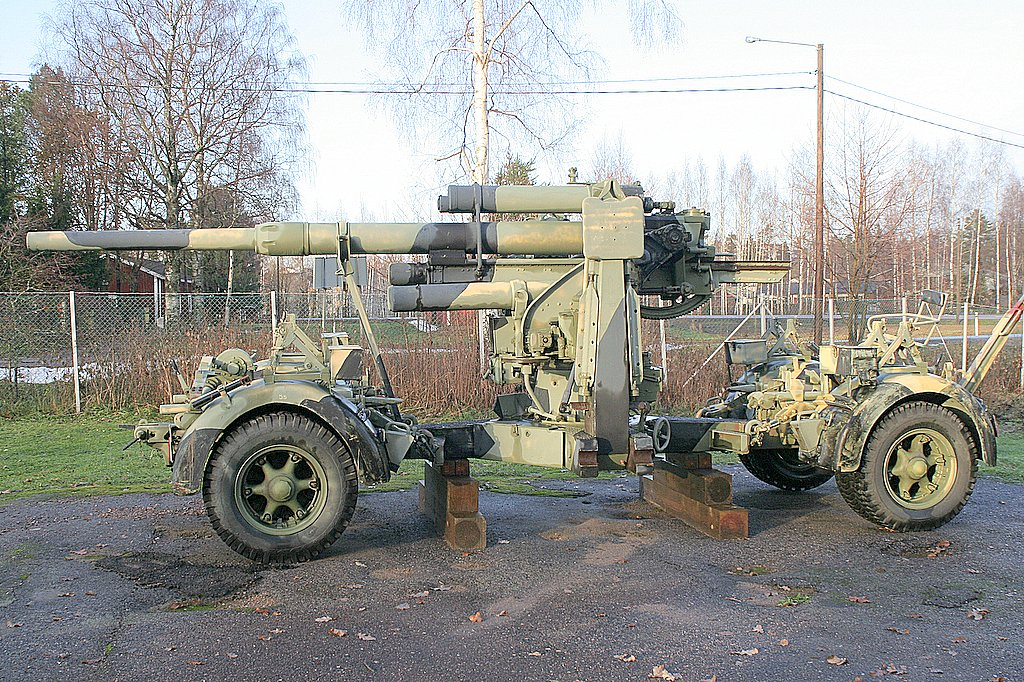
8.8 cm FlaK 37 В музее зенитной артиллерии Туусула, Финляндия

Таким образом, Flak 36 представляла собой универсальную пушку, которая могла использоваться для борьбы с воздушными и наземными целями, тогда как Flak 37 создавалась именно как зенитная пушка, стационарно устанавливаемая в батареях из четырёх орудий на укреплённых позициях и тележками для перевозки вообще не комплектовалась. Большинство узлов пушек обр. 18, 36 и 37 были взаимозаменяемы, например можно было часто видеть ствол Flak 18 на лафете Flak 37. Пушки сочетались с дальномером, радиолокатором, системой передачи данных Ubertransunger 37, которая передавала информацию о направлении ведения огня, угла возвышения пушки и задержку разрыва снарядов.
Важным преимуществом этих пушек было наличие механизма автоматического выбрасывания гильз, позволявшее подготовленному персоналу обеспечивать темп стрельбы до 20 выстрелов в минуту. Но чтобы раз в три секунды заряжать орудия 15-килограммовым унитарным патроном, на каждую пушку необходимо было по 11 человек, из которых четверо или пятеро занимались исключительно подачей боеприпасов. 

## Изготовление и численность пушек
Версальский договор позволил немцам иметь лишь 168 устаревших 75-мм пушек, кроме того, статья 167 ограничивала количество снарядов для каждого орудия до 1500 шт. Перевооружение ПВО вопреки Версалю, ещё за три года до прихода Адольфа Гитлера к власти, запланировало руководство Веймарской Республики. В 1930 году был предложен так называемый Второй план перевооружения, согласно которому Рейхсвер должен в ближайшие годы приобрести в целях ПВО 792 тяжёлых пулемёта, 30 37-мм пушек, 24 75-мм пушки, 48 88-мм пушек, 4 105-мм пушки. Несмотря на такой скромный план, из-за недостатка финансирования, выполнить его удалось лишь после прихода к власти нацистов.
В 1935 году началось возрождение вооружённых сил и значительное увеличение их количества. На 1933 год в рядах ПВО служило 5100 солдат и офицеров, а в 1937 уже 47,5 тыс., и более чем 70 000 в 1938 году. Таким же образом развивалось и производство пушек. В 1935 году на производство всех типов зенитных орудий было выделено 27 млн рейхсмарок, а в апреле того же года дополнительно 9 млн рейхсмарок лишь на 88-мм пушки. Весь бюджет войск ПВО составлял 205,6 млн рейхсмарок. Для сравнения в 1930 году весь бюджет рейхсвера составлял 484 млн рейхсмарок. В 1939 г. стоимость 88-мм Flak 36 составляла 33 600 рейхсмарок.
Численность орудий в составе вермахта на апрель 1938 составила 1984 88-мм орудий и 2,7 миллиона снарядов, на 1 сентября 1939—2459 88-мм орудий и 5,541 млн снарядов. С началом Второй мировой войны потребности в этих орудиях значительно возросли, тем более что они очень широко применялись не только в войсках ПВО, но и в сухопутных войсках. Динамика производства и потерь приведена в таблице.
| Производство и потери 88-мм пушек во время войны, шт. |          |         |      |      |      |      |      |      |      |        |
|                                                       | Модель   | До 1939 | 1939 | 1940 | 1941 | 1942 | 1943 | 1944 | 1945 | Всего: |
| Производство                                          | 18/36/37 | 2313    | 487  | 1131 | 1861 | 2822 | 4302 | 5714 | 1018 | 19648  |
| Производство                                          | 37/41    |         |      | 1    | 5    |      |      |      |      | 6      |
| Производство                                          | 41       |         |      |      | 6    | 54   | 122  | 273  | 75   | 530    |
| Производство                                          | Всего    | 2313    | 487  | 1132 | 1872 | 2876 | 4424 | 5987 | 1093 | 20184  |
| Потери                                                |          |         |      | 120  | 492  | 1776 | 2160 | 4560 |      |        |

Несмотря на то, что производство орудий значительно возросло за время войны, их потребности в войсках, особенно в зенитной артиллерии, никогда не удовлетворялись полностью. Сухопутные войска впервые получили 88-мм пушки в 1941 г. (126 орудий). В 1942 г. получено ещё 176 пушек, в 1943 г. — 296, в 1944 г. — 549 и в 1945 г. — 23 установки. В августе 1944 г. в вермахте и люфтваффе было 10 930 орудий Flak 18, 36 и 37, которые применялись на всех фронтах и в ПВО Рейха. Некоторое количество этих орудий было у итальянцев под названием 88/56 С. А.

## Характеристики и свойства боеприпасов

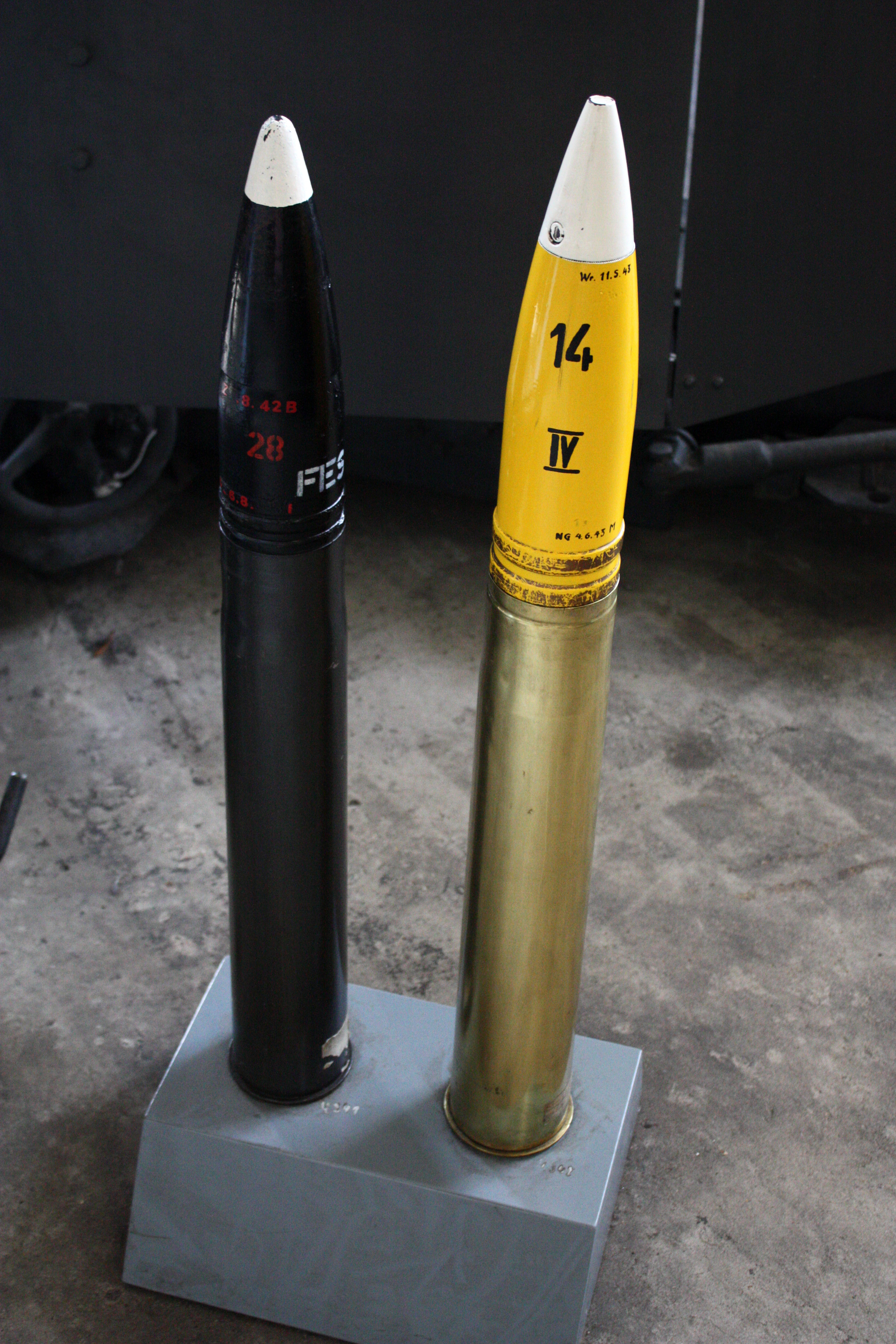
Унитарные выстрелы для 88-мм пушки с бронебойной и осколочной зенитной гранатой в немецком танковом музее

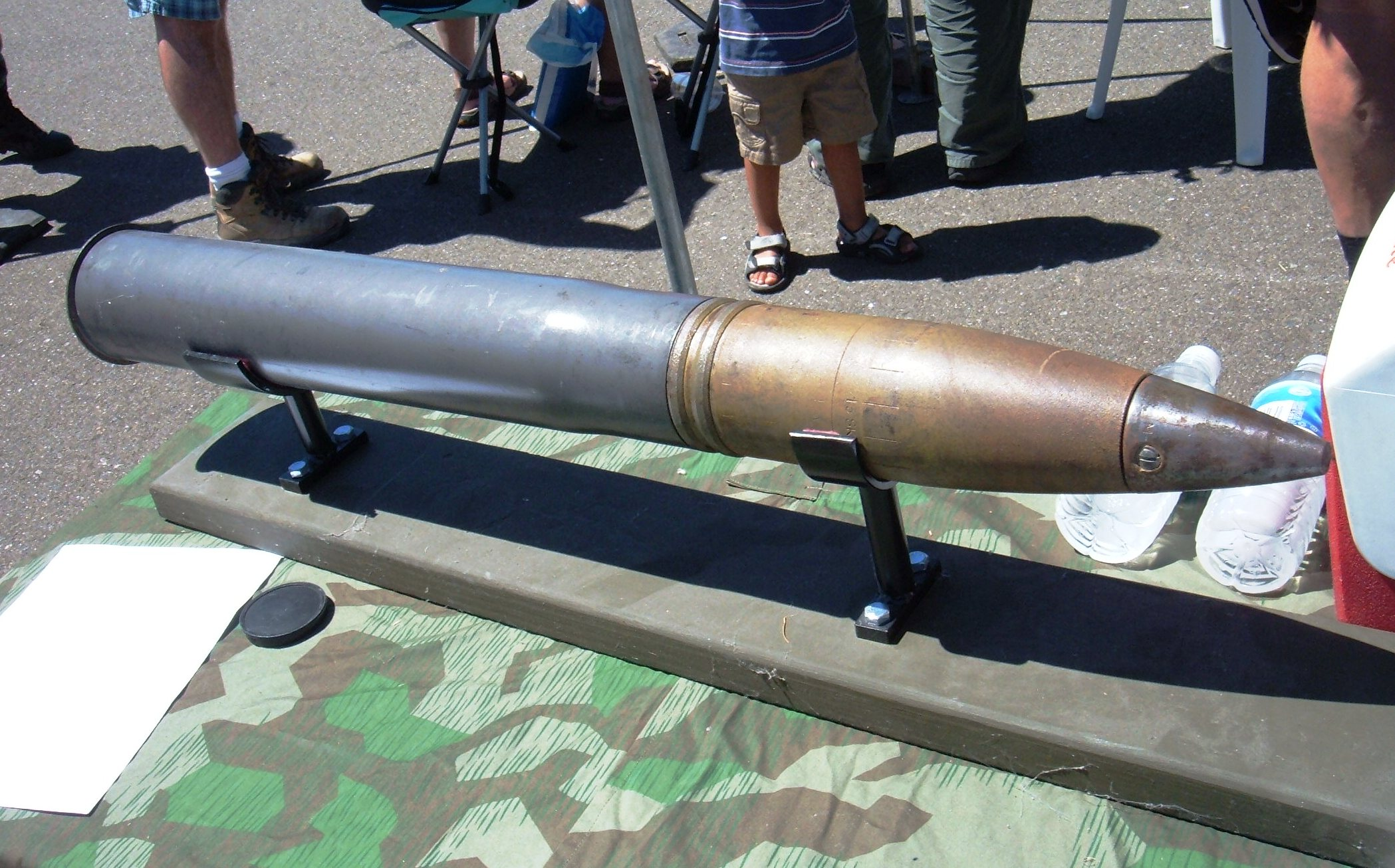
Унитарный выстрел с осколочно-фугасной гранатой для 88-мм пушки на авиашоу в Калифорнии

Для стрельбы использовались выстрелы патронного заряжания со снарядами различного назначения. Против самолётов использовались осколочные снаряды с дистанционным взрывателем. Начальная скорость такого снаряда составляла 820 м/с, при весе снаряда 9 кг заряд взрывчатого вещества составлял 0,87 кг. Досягаемость по высоте этим снарядом достигала 10 600 м.
Для 88-мм зенитных пушек обр. 18, 36, 37, а также и для самоходных пушек обр. 18 и 36 патроны являются общими.
Гильза латунная цельнотянутая, индекс 6347, или стальная цельнотянутая, латунированная, индекс 6347 St.
Размеры гильзы: длина 570 мм, диаметр фланца 113,5 мм.

### 8.8 cm Pzgr
Полное наименование: Panzergranate
- Тип снаряда: бронебойно-трассирующий снаряд
- Начальная скорость: 820 м/с
- Масса снаряда: 9,5 кг
- Взрывчатое вещество: тротил прессованный (117 г) с детонатором из флегматизированного ТЭНа (31 г)
- Взрыватель: Bd. Z. f.
- Масса выстрела: 15,3 кг
- Длина гильзы: 570 мм
- Метательный заряд: 2,50 кг нитродигликолевый трубчатый порох марки Digl.R.P.-8-(460.5,5/2,75)
- Капсюль: ударный, модель С/12 nA или C/12 nA St

### 8.8 cm Pzgr.39
Полное наименование: Panzergranate 39
- Тип снаряда: бронебойный тупоголовый с баллистическим наконечником
- Начальная скорость: 790 м/с (800)
- Масса снаряда: 10,2[8] кг (10,0)
- Взрывчатое вещество: 64 г, гексоген флегматизированный
- Взрыватель: Bd.Z. 5127
- Масса выстрела: 16 кг
- Длина гильзы: 570 мм
- Метательный заряд: 2,50 кг нитродигликолевый трубчатый порох марки Digl.R.P.-8-(460.5,5/2,75), 35 г пламегасителя из сульфата калия
- Капсюль: ударный, модель С/12 nA или C/12 nA St.

После войны в Испании были разработаны бронебойные и кумулятивные снаряды для 88-мм пушки. Их характеристики приведены в таблице.
| Характеристика бронебойных снарядов для 88-мм пушки |                             |                               |
| Тип снаряда                                         | Бронепробиваемость на 100 м | Бронепробиваемость на 1500 м  |
| Pzgr                                                | 98 мм                       | 78 мм                         |
| Pzgr 39                                             | 128 мм                      | 97 мм                         |
| Pzgr 40                                             | 185 мм                      | 123 мм                        |
| HL Gr 39                                            | Кумулятивный снаряд         | 90 мм на расстоянии до 3000 м |

## Организационно-штатная структура
88-мм пушки организационно входили в войска ПВО. В сухопутные войска (Heer) начали поступать лишь в 1941 году. Четыре 88-мм пушки образовывали батарею, которая считалась тяжёлой. Для борьбы с воздушными целями каждой батарее предоставлялся прибор управления зенитным артиллерийским огнём, который производил необходимые установки для стрельбы.
В войсках ПВО существовало два типа батальонов: тяжёлый и лёгкий батальон ПВО. 88-мм пушки входили в состав только тяжёлых батальонов ПВО. Штатная численность тяжёлого батальона была такой:
- Три 88-мм батареи (4 пушки и 3 20-мм автомата в каждой)
- Одна 37-мм батарея (9 пушек)
- Одна батарея 150-см прожекторов (9 прожекторов)
- Шесть детекторов звука
- Личный состав: 143 солдата и офицера.

В сухопутных войсках 88-мм пушки использовались и в противотанковых частях.

## Боевое применение

### Война в Испании
В 1936 году вспыхнула гражданская война в Испании. На полях битв, которые стали полигоном для СССР и Третьего Рейха, впервые испытывались новые типы вооружения — истребитель Messerschmitt Bf.109, пикирующий бомбардировщик Юнкерс Ju 87, 37-мм противотанковая пушка Pak 35/36 и зенитная 88-мм Flak 18.
В состав легиона «Кондор» входило несколько батарей Flak 18. В ходе боёв эти пушки с успехом использовались не только для борьбы с самолётами, но и против наземных целей — в первую очередь против танков.
С учётом опыта боёв в Испании для 88-мм пушек были разработаны бронебойные и кумулятивные снаряды. А пушки, предназначенные для взаимодействия с полевыми войсками, обеспечены щитовым прикрытием, защищавшим расчёт от огня стрелкового оружия и осколков снарядов и бомб

### Вторая мировая война
На 1 сентября 1939 года в войсках числилось 2459 88-мм зенитных пушек. Они использовались на всех фронтах с начала и до самого конца войны. На протяжении всей войны они неоднократно доказывали свою эффективность в борьбе с самолётами и бронетехникой противника.
Во время первых молниеносных кампаний вермахта в Польше (1939) и Франции (1940) 88-мм пушки использовались в большей степени в качестве зенитных. Особенно хорошо проявил себя зенитный полк полковника Вальтера фон Хиппеля, который, защищая понтонные переправы через Маас, только за один день 14 мая сбил 150 самолётов. Этот успех способствовал успешному развитию наступления танкового корпуса Гудериана. Полковник фон Хиппель был награждён за этот бой Рыцарским крестом.
Пригодились 88-мм пушки 21 мая, когда 7-я танковая дивизия Роммеля была атакована частями английских 50-й дивизии и 1-й армейской танковой бригады, вооружённой средними танками «Матильда». Немецкие противотанковые 37-мм пушки не могли причинить существенного вреда английским танкам, и только «восемь-восемь» остановили наступление англичан.
И всё же в этих двух кампаниях 88-мм пушки принимали ограниченное участие. Это прежде всего связано со скоротечностью этих кампаний, быстрым развалом обороны союзников, и решительными действиями танков и авиации, которые решили судьбу сражений.
Боевые действия в Африке

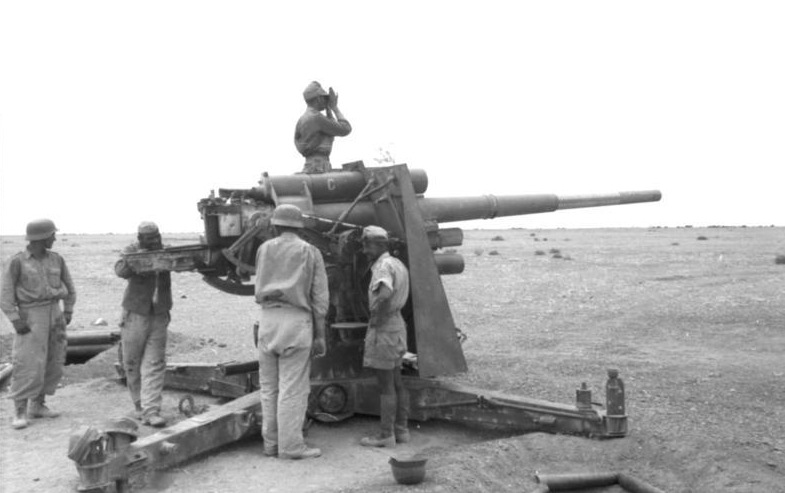
FlaK 18, Северная Африка, 1942

Пожалуй, наиболее интересным и поучительным является опыт использования 88-мм пушек во время боёв в пустыне. С самого начала и до конца африканской кампании английская армия всегда имела преимущество над немецкими и итальянскими войсками в количестве и качестве танков. Например, в 1941 году, когда войска Роммеля прибыли в Африку, они имели на вооружении только 37-мм противотанковые пушки Pak 35/36 и танки PzKpfw II (20-мм пушка), PzKpfw III (37-мм пушка) и PzKpfw IV (75-мм пушка) с низкой начальной скоростью снаряда. Англичане в то же время имели танки: Матильда, Валентайн, Крусейдер, Стюарт, первые два из которых были предназначены для непосредственной поддержки пехоты, имели мощное для своего времени противоснарядное бронирование и для немцев были почти неуязвимы. Поэтому 88-мм пушки оказались для немецких войск единственным эффективным средством для борьбы с танками противника.
Сначала армия Роммеля имела лишь 12 88-мм пушек, однако они очень существенно повлияли на ход боёв. Например, во время операции «Battleaxe» первые удары англичане планировали нанести по холмам Халфайя и Хафрид, на каждом из которых Роммель устроил ловушки (закопав в землю батареи 88-мм орудий). Результатом их применения стал полный провал наступления на этих участках. Вот что пишет английский историк Лиддел Гарт:
Уже было совсем светло, когда батальон танков Матильда, возглавлявший атаку, начал преодолевать последний участок, отделяющий его от противника. Первое сообщение, поступившее от командира танкового батальона по радиотелефону: "Они разносят мои танки на куски", стало и последним донесением. В танковой ловушке, которую создал Роммель, разместив четыре 88-мм пушки возле перевала, справедливо названного английскими солдатами «перевалом адского огня», из 13 танков Матильда уцелел лишь один.
На участках фронта, где не было 88-мм пушек, англичанам удалось прорвать оборону.
Позже войска Роммеля начали получать новые 50-мм противотанковые пушки, а затем и 75-мм, которые укрепили противотанковую оборону, но они не смогли полностью заменить зенитки.
До самого факта использования зенитных пушек для борьбы с танками английское командование относилось к такой возможности скептически, и поэтому англичане не могли предугадать следующий шаг Роммеля: использование противотанковых и 88-мм пушек в наступлении. Перед атакой немцы скрытно выдвигали пушки на передний край и во время танковой атаки поддерживали её огнём. При этом английские танки поражались с расстояний, которые для них были недосягаемыми, а видя перед собой немецкие танки, танкисты считали, что подбиты танками. Казалось, что их машины были хуже, и танкисты теряли веру в силу собственного оружия, хотя это было совсем не так.

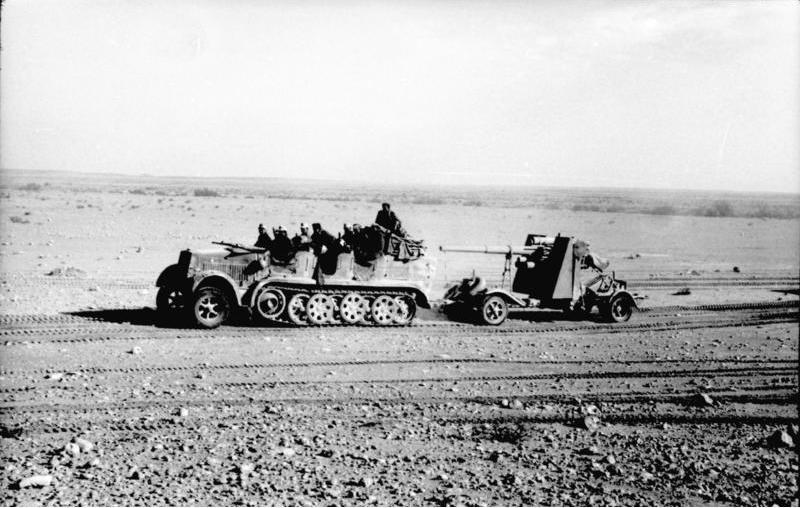
Северная Африка, на буксире SdKfz 7

Все батареи 88-мм пушек были моторизованными и могли очень быстро разворачиваться на позициях. К тому же способность пушек вести огонь прямо с тележек значительно повышала их мобильность.
В 1942 году 88 Flak немцам снова очень пригодились. Дело в том, что в это время английская армия начала получать в больших количествах новые американские танки Грант и Шерман. Бороться с ними могли только пушки калибра 75 мм, которых у Роммеля было мало.
В сражении у Сиди-Резега Роммель имел против 400 английских танков Грант лишь 19 немецких танков Pz.Kpfw.III Ausf.J с длинноствольной 50-мм пушкой и 48 88-мм пушек. Преимущество новых американских танков было безоговорочным. 26 мая, во время первого появления их в бою, они вызвали панику в рядах немецких войск. И снова только быстро переброшенные противотанковые пушки и три батареи «восемь-восемь» остановили наступление. 30 мая 1942 года при атаках окружённого немецкого Африканского корпуса батареи 88-мм пушек вместе с другими противотанковыми пушками отбили атаки двух английских танковых бригад, нанеся им большие потери и сломав их боевой дух.
Сэмюэл У. Митчем в книге «Величайшая победа Роммеля» описывает поражающее воздействие 88-мм пушек:
... 88-мм пушка посылала свой 21-фунтовый снаряд на дистанцию 2 мили с исключительной точностью. Например, в бою под Сиди-Омаром в ноябре 1941 года британский танковый полк потерял 48 из 52 танков. Все они были уничтожены 88-мм пушками. Ни один из британских танков даже не сумел подойти достаточно близко, чтобы обстрелять немецкие пушки. 
Историк 9-го королевского уланского полка пишет:
«Прямое попадание (88-мм пушки) напоминало удар огромной кувалды по танку. Снаряд пробивал аккуратное круглое отверстие диаметром около 4 дюймов, в башню врывался вихрь раскалённых докрасна осколков. Такое попадание обычно означало смерть ... До самого конца войны 88-мм пушки оставались нашим самым опасным врагом.»...

... Генерал Неринг отреагировал немедленно. Он крикнул полковнику Алвину Вельцу, командиру 135-го моторизованного зенитного полка: «Зенитки вперёд!» 16 смертоносных 88-мм зенитных орудий были быстро выдвинуты вперёд, а полк развернулся в линию около 1,5 миль, организовав систему перекрёстного огня. Британские танкисты, покончив с гренадерами, атаковали последнюю линию обороны как раз в тот момент, когда Вольц завершил её подготовку. Очень быстро выяснилось, что «Гранты» не выдерживают попадания 88-мм снарядов, выпущенных с дистанции 1200 ярдов. Вскоре горели уже 24 «Гранта», а уцелевшие поспешили отойти ...
Умелое использование и высокая эффективность этих орудий привели к тому, что англичане совсем пали духом. Вот что пишет заместитель начальника штаба танковой армии «Африка» генерал-майор Ф. Меллентин:
Но в ударах англичан не чувствовалось ни силы, ни напора, и обычно было достаточно нескольких выстрелов из 88-мм пушек, чтобы остановить их танковую атаку.
На протяжении всей африканской кампании батареи 88-мм пушек, несмотря на свои недостатки, такие как: высокий и сложный для маскировки лафет, громоздкость и большой вес пушек, были наиболее эффективным истребителем танков.
Даже во время последних боёв кампании в Тунисе, когда весь фронт был развален и парализован нехваткой горючего, продовольствия и боеприпасов, отряд немецких войск, вооружённый 88-мм пушками, в течение двух дней сдерживал наступление английской 6-й бронетанковой дивизии.
Хайнц Вернер Шмидт в книге «С Роммелем в пустыне» (Центрполиграф 2004. С. 85) упоминает забавный случай, имевший место в ходе операции «Battleaxe»:
«Несколько англичан были захвачены в плен. Я нечаянно подслушал допрос молодого парня, механика-водителя танка.
— Я считаю, — говорил англичанин, бросив злобный взгляд на стоящее невдалеке 88-миллиметровое орудие, — что нечестно использовать зенитки против танков.
Сидящий рядом на корточках немецкий артиллерист возмущённо воскликнул:
— Конечно, нечестно, а разве честно атаковать танками, чью броню можно пробить только этим орудием!»
Восточный и Западный фронт

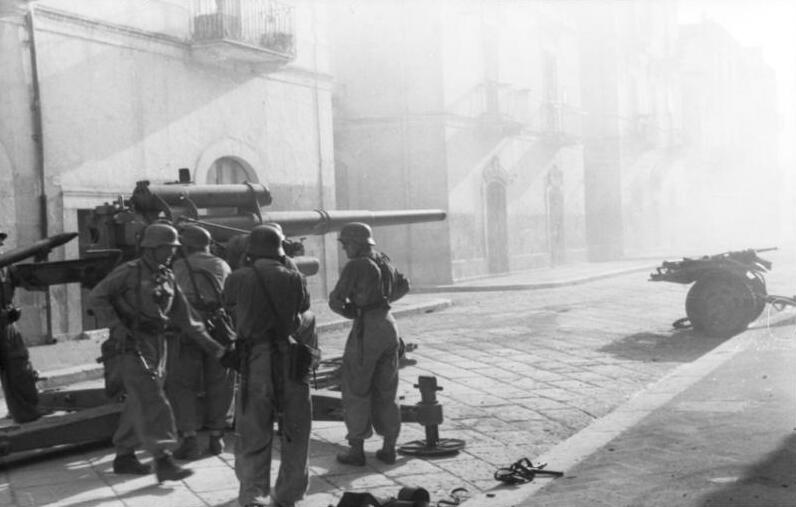
В городском бою, Италия, 1943

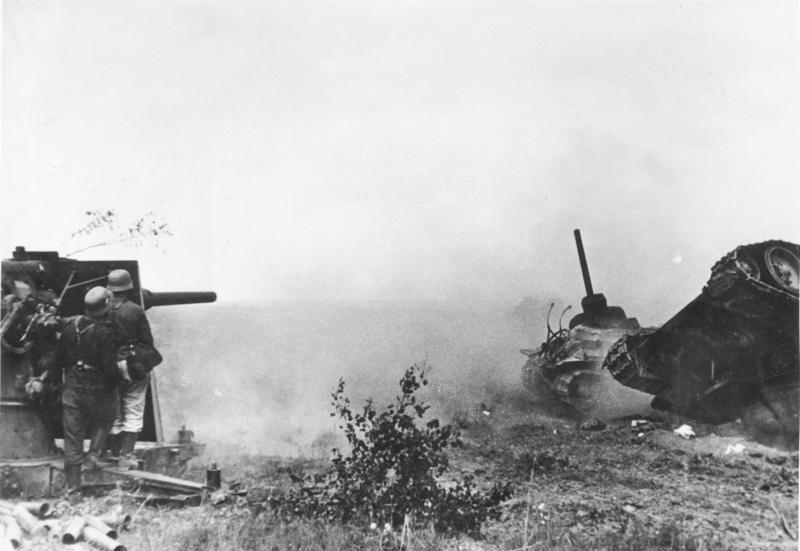
В бою, Украина, 1942

На 1 июня 1941 года в Люфтваффе состояли 4266 таких орудий и ещё 120 были переданы Вермахту от промышленности в мае 1941 года для укомплектования 10 армейских зенитных дивизионов.
На 1941 год основу немецкой противотанковой артиллерии составляла 37-мм противотанковая пушка Pak 35/36. Лишь в конце 1940 года в войска начали поступать 50-мм противотанковые пушки Pak 38, но на 1 июня 1941 их было всего 1047 шт. А первые 15 75-мм противотанковых пушек Pak 40 вермахт получил только в феврале 1942 г.
Аналогичная картина была и в танковых войсках. Основу танковых дивизий составляли танки: Т-III модификаций А-F, которые были вооружены короткоствольной 37-мм пушкой KwK 36; T-IV модификации А-F, с короткоствольной 75-мм пушкой KwK 37; и танки чешского производства PzKpfw 38 (t) с 37-мм пушкой KwK 38 (t). Новые танки Т-III с короткоствольной 50-мм пушкой KwK 38 появились в 1941 году, но по состоянию на февраль их было всего 600 штук. Танки Т-III и Т-IV с длинноствольными пушками 50-мм KwK 39 и 75-мм KwK 40 начали поступать в войска лишь с весны 1942 года.
Основная противотанковая и танковая пушка калибра 37 мм могла поражать танки Т-34 только в борт и лишь на близких дистанциях до 300 метров, а танки КВ были для неё неуязвимы со всех сторон и на всех дистанциях. Так, в одном из донесений говорилось, что расчёт 37-мм пушки добился 23 попаданий в один и тот же танк Т-34, и лишь когда снаряд попал в основу башни, танк был выведен из строя. Новые 50-мм пушки могли поражать танки Т-34 и КВ — с 500 метров, но этих пушек было мало.
Учитывая приведённые выше данные, можно видеть, что зенитная 88-мм пушка, особенно в 1941—1942 годах, была для немецких войск чуть ли не единственным эффективным средством борьбы с танками противника. Она могла поражать все типы советских танков на протяжении всей войны. Только танки ИС-2 могли устоять перед её огнём, но на расстоянии не меньшем, чем 1500 метров.
88-мм пушка использовалась на всех фронтах, как в качестве зенитки, так и противотанковой пушки. Кроме того, с 1941 года она начала поступать противотанковым частям. Значение этой пушки хорошо видно со слов немецкого танкиста Отто Кариуса, который в своей книге «Тигры в грязи» пишет:
Единственный выход оставляла 88-мм зенитная пушка. С её помощью можно было эффективно действовать даже против этого нового русского танка. Поэтому мы стали с высочайшим уважением относиться к зенитчикам, которым до этого доставались лишь снисходительные улыбки.
А вот слова советского танкиста Иона Лазаревича Дегена, лейтенанта танковых войск (книга А. В. Драбкина «Я дрался на Т-34»):
При всех своих сильных сторонах танк Т-34 был достаточно уязвим, и в «соревновании между снарядом и танком» нам часто не везло. 88-мм немецкая пушка насквозь прошивала лобовую броню Т-34.
Применение 88-мм пушек было повсеместным, при их универсальности они были незаменимыми помощниками войск в бою. А высокая эффективность и умелое использование нивелировали такие недостатки, как высокий силуэт и большой вес.
С 1942 года в войска начали поступать 50-мм и 75-мм противотанковые пушки, танки Т-III, Т-IV с длинноствольными пушками, позже танки «Тигр» с 88-мм пушкой, и тогда противотанковая оборона уже не стала в такой степени зависеть от 88-мм зенитных пушек. Но всё равно эти пушки всегда доказывали свою эффективность, оставаясь опасным врагом танков противника до самого конца войны.

Ниже приведена таблица характеристик основных танков СССР и союзников, которые использовались во время войны. Из таблицы мы можем видеть, что даже самые совершенные модели танков: Т-34-85, ИС-1, Шерман, Першинг, Комет могли поражаться 88-мм пушками на расстояниях 1,5 км (на этом расстоянии 88-мм пушка пробивала броню до 120 мм). 
| Характеристика бронезащиты основных танков союзников и СССР времён Второй мировой войны (в скобках — приведённая толщина брони) |                |              |                   |                 |
| Название танка | Страна         | Вооружение   | Лобовая броня, мм | Броня башни, мм |
| Матильда Mk II | Великобритания | 40-мм пушка  | 78                | 78              |
| Валентайн Mk III | Великобритания | 40-мм пушка  | 60                | 65              |
| Черчилль Mk IV | Великобритания | 75-мм пушка  | 102—152           | 102—152         |
| Крусейдер Mk VI | Великобритания | 57-мм пушка  | 51                | 51              |
| Кромвель Mk VII | Великобритания | 75-мм пушка  | 64                | 76              |
| Комет А 34 | Великобритания | 77-мм пушка  | 76                | 102             |
| Т-60 | СССР           | 20-мм пушка  | 35 (70)           | 25              |
| БТ-7 | СССР           | 45-мм пушка  | 20                | 15              |
| КВ-1 | СССР           | 76-мм пушка  | 75 (87)           | 75/95 (80)      |
| КВ-2 | СССР           | 152-мм пушка | 75 (87)           | 75              |
| Т-34 | СССР           | 76-мм пушка  | 45 (90)           | 52              |
| Т-34-85 | СССР           | 85-мм пушка  | 45 (90)           | 90              |
| ИС-1 | СССР           | 85-мм пушка  | 120 (139)         | 100             |
| ИС-2 | СССР           | 122-мм пушка | 120 (139/240)     | 100             |
| Стюарт М3 | США            | 37-мм пушка  | 38                | 32-38           |
| Грант/Ли М3 | США            | 75-мм пушка  | 51 (63)           | 38-51           |
| Шерман М4 | США            | 75-мм пушка  | 51 (88)           | 51-89           |
| Першинг М26 | США            | 90-мм пушка  | 102 (150)         | 76-114          |

Эти пушки устанавливались также на паромах-катамаранах «Зибель», воевавших, в частности, на Ладожском озере.

### Применение в войсках ПВО

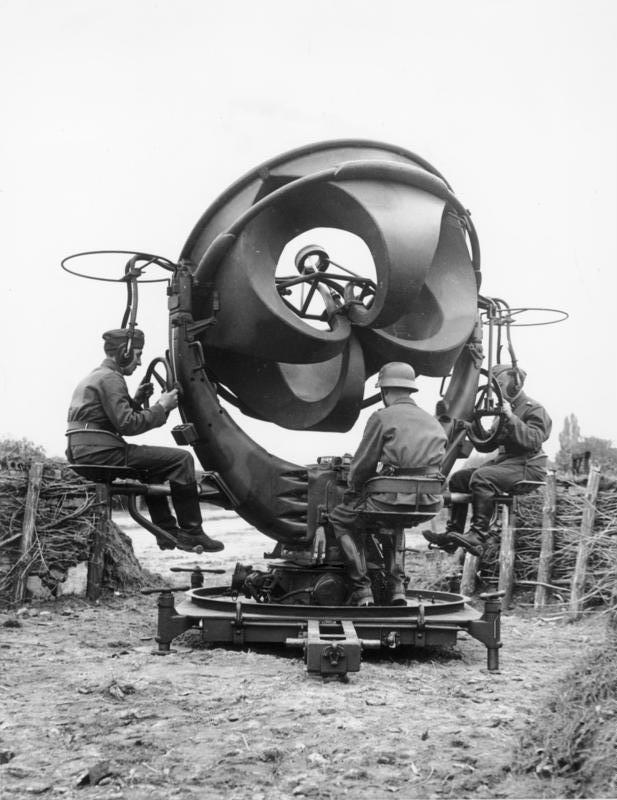
Система акустического наведения зенитной артиллерии

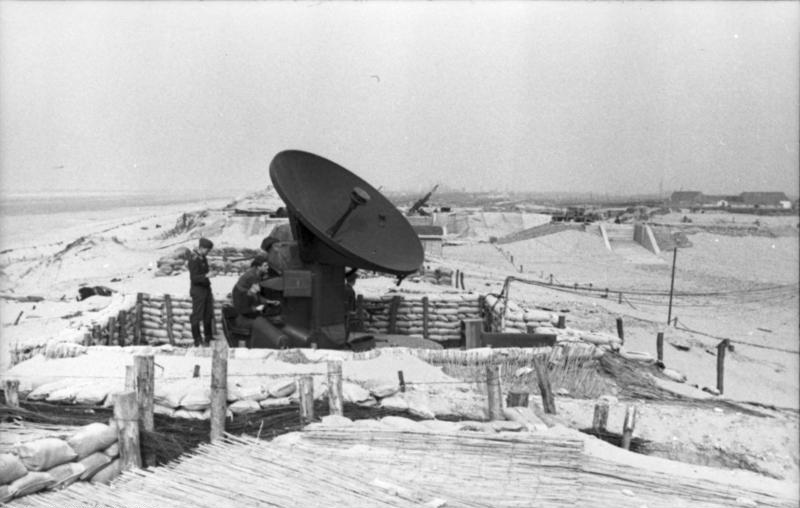
РЛС Вюрцбург (РЛС) на позиции 88-мм зенитных пушек. Побережье Атлантического вала, Франция, 1942 год.

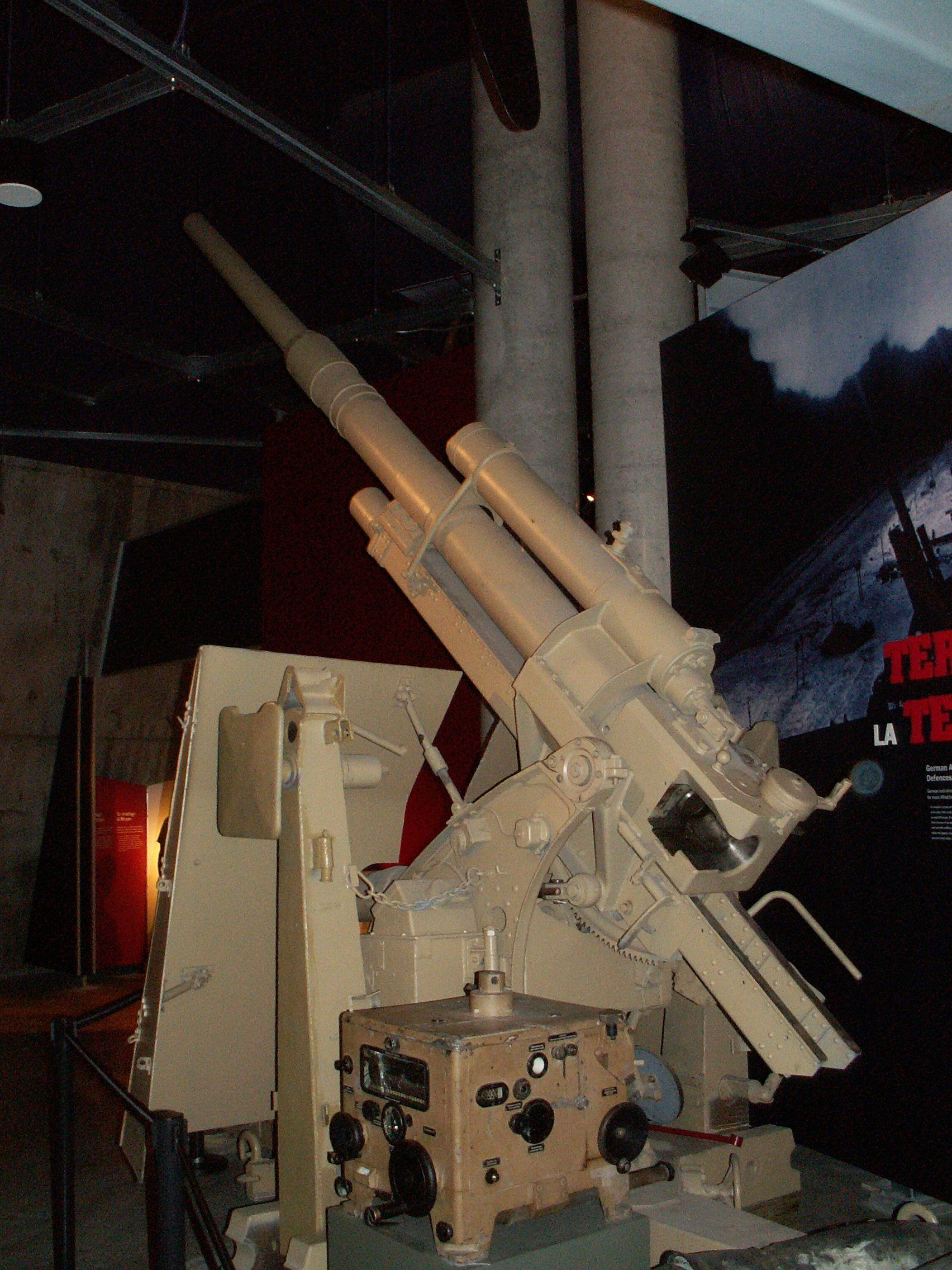
88-мм зенитная пушка. На переднем плане счётно-решающий прибор (ПУАЗО). Canadian War Museum.

88-мм зенитные пушки использовались для обороны позиций в тылу, защиты городов, складов, промышленных предприятий, вокзалов, мостов и других объектов от воздушных налётов на большой высоте. Также эти пушки до 1942—1943 гг. входили в гарнизоны зенитных башен люфтваффе, где составили тяжёлую зенитную артиллерию, позже они были заменены на 105-мм и 128-мм зенитные пушки.

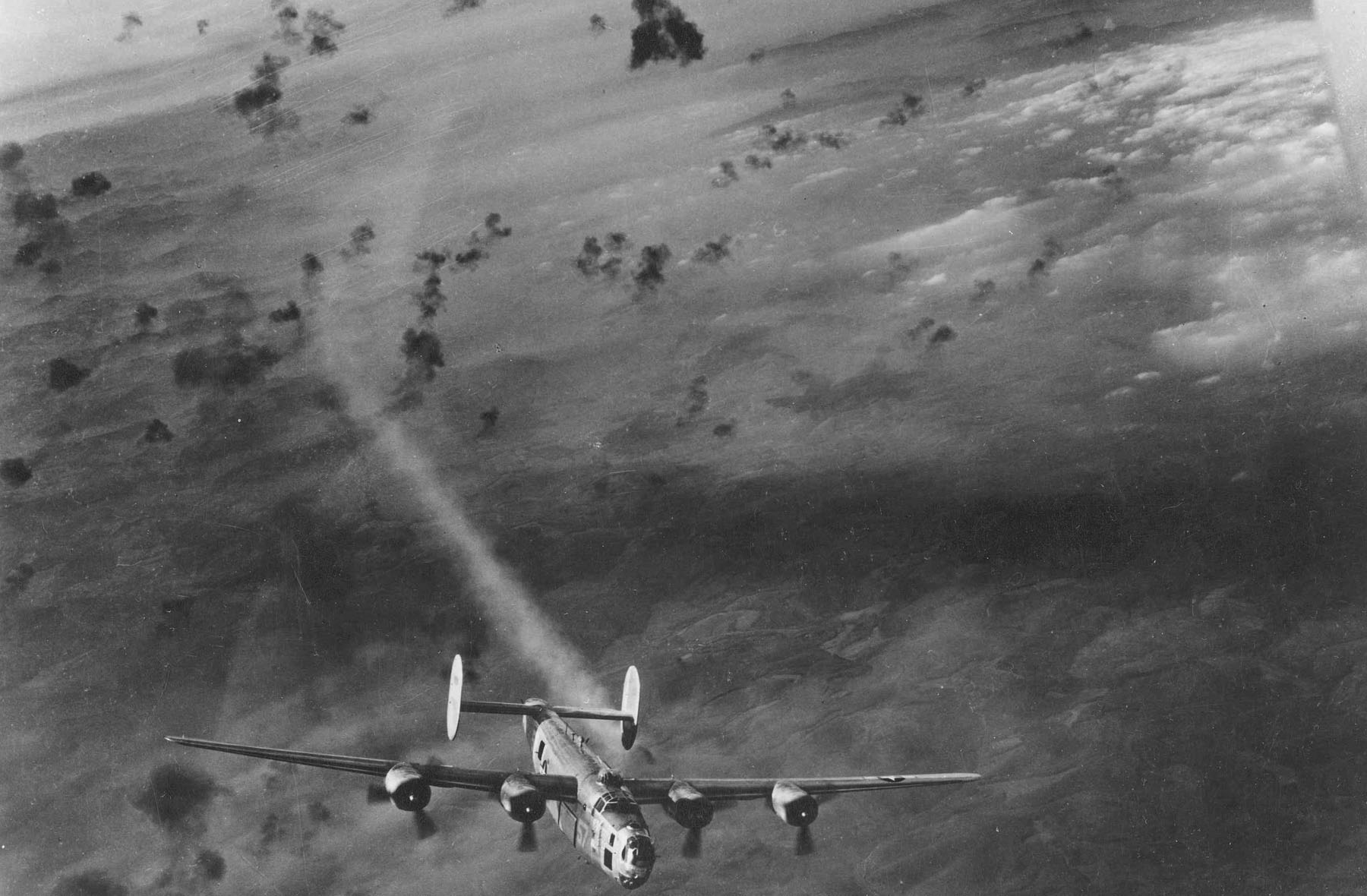
Бомбардировщик B-24 выныривает из облака разрывов снарядов зенитных орудий с дымящимся двигателем.

Эта пушка обычно использовалась батареями по четыре пушки, которые входили в состав тяжёлых батальонов ПВО. Для управления огнём любое количество пушек можно было соединить в батарею с присоединением к командному пункту. Такой центр включал в себя трейлер с генератором, трейлер с поисковым прожектором и приборы наведения на цель. Все орудия батареи подключались к такому командному центру.

Изображение попаданий осколков снаряда зенитного орудия с замедленной скоростью. Не все осколки видны, попадания осколков снаряда в самолёт отмечаются красными пятнышками.

При защите объекта во время ночных налётов союзной авиации сначала проводился поиск и «захват» цели прожектором. Оператор установки наведения должен был затем визуально отслеживать цели. Приборы же, встроенные в установку слежения автоматически выдавали данные высоты цели и угла над горизонтом прямо на приборы наведения каждой зенитной пушки. Каждый из приборов (высоты и угла цели) был дублирован. На малые циферблаты выводились данные из командного центра.  Таким образом, огневая мощь всей батареи могла быть сосредоточена на одной цели, что создавало плотный заградительный огонь. Зенитное орудие было способно производить 12-15 выстрелов в минуту, снаряд орудия мог нанести гибельный урон самолёту, даже разорвавшись на расстоянии 15 метров от цели.
Также для наведения зениток по самолётам, которые летели на большой высоте, использовались данные с радиолокационных приборов. Точность приборов была ± 100 м, для радара «Вюрцбург» точность определения местоположения цели составляла ±15 метров, поэтому для наведения задавался определённый сектор обстрела, по которому вела огонь вся батарея (или несколько батарей). Очень большим недостатком немецких зенитных орудий было отсутствие неконтактных взрывателей, которые могли бы многократно увеличить эффективность огня, что могло бы коренным образом повлиять на результат войны в воздухе.
Вот слова английского пилота Джонсона Джеймса Эдгара, из книги «Лучший английский ас»:
Теперь ясно виден жёлтый песчаный берег, чуть дальше - песчаные дюны и жёсткий кустарник. Тщательно замаскировавшись среди холмов, нас уже ждут хорошо подготовленные наводчики страшных 88-мм зениток. Мы прорываем завесу зенитного огня над Ле-Туке. Чёрные мрачные цветы распускаются в небе, вокруг свистят раскалённые стальные осколки. Появляются несколько красных пятен сигнальных снарядов, которые укажут нашу позицию Мессершмиттам. Мы вертимся и крутимся, чтобы перескочить через стену разрывов. Со своей относительно безопасной позиции вверху Стэн следит за нашим дёрганьем и отпускает по радио несколько язвительных замечаний. Напряжение ослабевает.
88-мм зенитная пушка была удачной пушкой, которая гармонично сочетала в себе высокую дальность, быстрый темп и точность стрельбы с относительно небольшим весом и простотой. 

### Сравнительные характеристики среднекалиберной зенитной артиллерии
| Сравнительные характеристики среднекалиберной зенитной артиллерии времён Второй мировой войны |                             |            |            |                   |                         |                   |                                       |                                        |                       |                           |                                     |                                       |                              |                                |
| Страна                                                                                        | Модель                      | Выпуск, шт | Калибр, мм | Длина ствола, клб | Начальная скорость, м/с | Масса снаряда, кг | Эффективная досягаемость по высоте, м | Максимальная досягаемость по высоте, м | Дальность стрельбы, м | Темп стрельбы, выстр./мин | Углы обстрела вертикальные, градусы | Углы обстрела по горизонтали, градусы | Масса в боевом положении, кг | Масса в походном положении, кг |
| Великобритания                                                                                | QF 3.7' AA                  |            | 94         | 50                | 792                     | 12,75             | 9144                                  | 10 600                                 | 12 000                | 10-12                     | 0 +85                               | 360                                   | 9317                         | 9317                           |
| США                                                                                           | 3-in AAG; M3                | 807        | 76,2       | 50                | 730                     | 6,8               | 6400                                  | 7900                                   | 13 400                | 25                        | -1 +80                              | 360                                   | 7620                         |                                |
| США                                                                                           | 90-мм М1А1 и M2             |            | 90,3       | 53                | 823                     | 10,61             | 10 600                                | 12 000                                 | 17 823                | 17                        | -5 +80                              | 360                                   | 14 651                       | 8618                           |
| Италия                                                                                        | Cannone da 75/46 modello 34 | 318        | 75         | 46                | 750                     | 6,5               |                                       | 8300                                   | 13 000                | 20-25                     | -2 +89                              | 360                                   | 3380                         | 4405                           |
| Италия                                                                                        | Cannone da 90/53 modello 39 | 660        | 90         | 53                | 850                     | 10,3              |                                       | 12 000                                 | 17 400                | 20                        | -2 +85                              | 360                                   | 6240                         | 8950                           |
| Нацистская Германия                                                                           | Flak 36                     | 13 726     | 88         | 56                | 790                     | 9,2               | 8800                                  | 10 600                                 | 14 860                | 15                        | -3 +85                              | 360                                   | 5000                         | 7400                           |
| Нацистская Германия                                                                           | Flak 41                     | 556        | 88         | 71                | 1000                    | 9,4               | 10 500                                | 14 700                                 | 19 800                | 20-25                     | -3 +89                              | 360                                   | 8000                         | 11 200                         |
| СССР                                                                                          | 3-К; 76мм ЗП обр. 1931 г.   | 3821       | 76         | 55                | 815                     | 6,5               |                                       | 9250                                   | 14 500                | 15                        | -3 +82                              | 360                                   | 3750                         | 4970                           |
| СССР                                                                                          | 51-К; 76мм ЗП обр. 1938 г.  | 960        | 76         | 55                | 815                     | 6,5               |                                       | 9500                                   | 14 600                | 15                        | -3 +82                              | 360                                   | 4300                         | 4300                           |
| СССР                                                                                          | 52-К; 85мм ЗП обр. 1939 г.  | 14 422     | 85         | 55                | 800                     | 9,2               |                                       | 10 500                                 | 15 650                | 20                        | -3 +82                              | 360                                   | 4500                         | 4500                           |
| Франция                                                                                       | М-24                        |            | 75         | 50                | 850                     | 5,93              |                                       | 9000                                   | 14 100                | 15-20                     | 0 +85                               | 360                                   | 2950                         |                                |
| Чехия                                                                                         | PL vz. 37                   |            | 75         | 48                | 775                     | 5,5               |                                       | 9200                                   | 14 600                | 12                        | 0 +85                               | 360                                   | 2800                         | 4150                           |
| Япония                                                                                        | Армейский Тип 88            | 2000       | 75         | 44                | 720                     | 6,52              | 7250                                  | 9100                                   | 13 800                | 15-20                     | -7 +85                              | 360                                   | 2450                         | 2740                           |
| Япония                                                                                        | Армейский Тип 99            | <1000      | 88         | 45                | 807                     | 9-10              | 10 240                                |                                        | 15 700                | 15                        | -11 +80                             | 360                                   |                              | 6650                           |

## «Семейство» 88
- 88-мм Flak 18 — новый полуавтоматический затвор, высокая начальная скорость заряда. Используется на коляске Sonderanhänger 201. Масса 7000 кг, темп стрельбы 15-20 выстрелов в минуту. Позже пушка оборудована щитом для защиты от наземных целей, и бронебойными снарядами. Продукт компании «Krupp».
- 88-мм Flak 36 — использовалась на коляске Sonderanhänger 202, которая обеспечивала большую скорость движения, а также позволяла вести огонь из тележки. Позже пушка была оборудована щитом для защиты от наземных целей, и бронебойными снарядами. Продукт компании «Крупп».
  - 8,8 cm KwK 36: — основная пушка танка PzKpfw VI. Несмотря на сходство с 88-мм Flak 36, некоторые источники относят её к параллельному ответвлению с очень похожими характеристиками, а не к производным Flak 36.
- 88-мм Flak 37 — обновлённая версия Flak 36, основное отличие заключается в усовершенствованной системе передачи данных и управления огнём. Продукт компании «Крупп».

## Была на вооружении
- Нацистская Германия
- ГДР
- Великобритания
- Финляндия
- Югославия
- США
- СССР — трофейные орудия использовались в ходе Великой Отечественной войны[14]
- КНДР — трофейные орудия, захваченные СССР в ходе Великой Отечественной войны и переданные КНА, использовались в ходе корейской войны против американской авиации[15]